# 新农站
新农站位于中华人民共和国湖北省武汉市蔡甸区，是武汉地铁4号线的地铁车站。

## 车站结构
车站主体位于后官湖湿地公园北侧，沿汉阳大道东西向布置，出入口分设于汉阳大道南北两侧；风亭分设车站东西两端，均位于车站南侧。车站设置4组出入口、2组风亭、1个疏散出入口。车站为地下两层岛式车站，其中地下一层为站厅层，地下二层为站台层。车站主体结构外包总长195.80m，总宽20.7m（标准段），站台计算长度118m，站台宽12m。

### 楼层分布
| 地面     | 地面               | 出入口                               |  |  |
| 地下一层 | 站厅               | 售票机、客服中心、武漢通充值、洗手間 |  |  |
| 地下二层 |                    | █ 4号线 往柏林（凤凰路）             |  |  |
|          | 岛式站台，左侧开门 |                                      |  |  |
|          |                    | █ 4号线 往武汉火车站（知音）         |  |  |

### 车站出口
|                                                 |              |      |  |
| 出口編號                                        | 設施         | 照片 |  |
| A                                               |              |      |  |
| B                                               |              |      |  |
| C                                               | （预留未建） |      |  |
| D                                               |              |      |  |
| 注： 設有升降機 \| 設有輪椅升降台 \| 設有洗手間 |              |      |  |

## 鄰近地點
后官湖国家湿地公园、武汉市中法友谊小学等。

## 运营信息
- 4号线首末班车时间

### 内部链接
- 武汉地铁车站列表